# 馬斯蒂克 (紐約州)
馬斯蒂克（英語：Mastic）是位於美國紐約州薩福克縣的普查規定居民點。

## 人口
根據2020年美國人口普查的數據，馬斯蒂克的面積為10.22平方千米，當中陸地面積為10.00平方千米，而水域面積為0.22平方千米。當地共有人口15404人，而人口密度為每平方千米1,507.24人。